# Dendrobium leucochlorum
Dendrobium leucochlorum  (лат.) — вид однодольных растений рода Дендробиум (Dendrobium) семейства Орхидные (Orchidaceae). Впервые описан немецким ботаником Генрихом Густавом Райхенбахом в 1879 году.

## Распространение, описание
Эндемик Мьянмы. Распространён в штате Мон и административной области Танинтайи. Типовой экземпляр собран в Моламьяйне (Мон).
Эпифит. Псевдобульбы тонкие, блестящие, цилиндрической формы. Цветки белые, по одному—двум на каждом растении; губа образована тремя боковыми лепестками, яйцевидная, с красными прожилками.

## Синонимы
Синонимичные названия:
- Callista leucochlora (Rchb.f.) Kuntze
- Eurycaulis leucochlorus (Rchb.f.) M.A. Clem.